# Oliver Onions
Oliver Onions, auch bekannt als Guido & Maurizio De Angelis, sind die italienischen Brüder Guido (* 22. Dezember 1944 in Rocca di Papa) und Maurizio de Angelis (* 22. Februar 1947 in Rom).

## Biografie
Die Brüder De Angelis begannen ihre Karriere als Gitarristen; Maurizio diplomierte dann in Komposition und Harmonielehre, während Guido sich auf der Flöte ausbilden ließ. Mit der Band Black Stones, die später in G&M umbenannt wurde, tourten sie durch Italien. Durch die Arbeit in Orchestern, die auch Filmmusik einspielten, kamen sie in Kontakt mit der Branche.
Bekannt wurden sie vor allem als Filmmusikkomponisten; sie schrieben über 170 Filmmusiken, darunter für zahlreiche Filme mit Bud Spencer und Terence Hill oder den Italowestern Keoma – Das Lied des Todes (1976) von Enzo G. Castellari. Oftmals, vor allem für Single-Veröffentlichungen ihrer Titellieder, verwendeten sie den Namen des englischen Schriftstellers Oliver Onions als Pseudonym. Auch unter zahlreichen anderen Namen nahmen sie auf, so als Dilly Dilly, The Black Stones, Canary Jones, Donald & Olimpio, Barqueros, Sunrise, Gulliver und Juniper.
Ihr erfolgreichster Titel war Santa Maria, der 1980 in Deutschland sechs Wochen Platz eins der Singlecharts belegte, mit Gold ausgezeichnet wurde und auch in der deutschen Fassung von Roland Kaiser sehr erfolgreich war. Für Gitte Hænning komponierten und produzierten sie den Lieder-Zyklus Ungeschminkt (1982).
Im November 2007 traten sie nach 25 Jahren erstmals wieder live auf.
Im Rahmen der ARD-Sendung Schlagerboom gab es im Jahr 2019 einen gemeinsamen Auftritt der Brüder De Angelis mit Roland Kaiser und dem Titel Santa Maria in italienischer und deutscher Sprache.

## Diskografie

### Alben
| Jahr | Titel       | Höchstplatzierung, Gesamtwochen/‑monate, AuszeichnungChartplatzierungen (Jahr, Titel, Platzierungen, Wochen/Monate, Auszeichnungen, Anmerkungen) | Höchstplatzierung, Gesamtwochen/‑monate, AuszeichnungChartplatzierungen (Jahr, Titel, Platzierungen, Wochen/Monate, Auszeichnungen, Anmerkungen) | Höchstplatzierung, Gesamtwochen/‑monate, AuszeichnungChartplatzierungen (Jahr, Titel, Platzierungen, Wochen/Monate, Auszeichnungen, Anmerkungen) | Anmerkungen                                                                               |
| Jahr | Titel       | DE | AT | CH | Anmerkungen                                                                               |
| ---- | ----------- | --- | --- | --- | ----------------------------------------------------------------------------------------- |
| 1979 | Sandokan    | DE42 (2 Wo.)DE | — | — | als Guido & Maurizio De Angelis Orchestra Soundtrack zu Sandokan – Der Tiger von Malaysia |
| 1979 | Santa Maria | DE42 (4 Wo.)DE | AT12 (½ Mt.)AT | — | Erstveröffentlichung: 9. November 1979                                                    |

grau schraffiert: keine Chartdaten aus diesem Jahr verfügbar
Weitere Alben
- 1974: See You Later
- 1979: Bulldozer
- 1979: Oliver Onions
- 1983: Brigitte Aerobic
- 2017: Oliver Onions Reunion Live – Budapest (live)

### Kompilationen
| Jahr | Titel                              | Höchstplatzierung, Gesamtwochen/‑monate, AuszeichnungChartplatzierungen (Jahr, Titel, Platzierungen, Wochen/Monate, Auszeichnungen, Anmerkungen) | Höchstplatzierung, Gesamtwochen/‑monate, AuszeichnungChartplatzierungen (Jahr, Titel, Platzierungen, Wochen/Monate, Auszeichnungen, Anmerkungen) | Höchstplatzierung, Gesamtwochen/‑monate, AuszeichnungChartplatzierungen (Jahr, Titel, Platzierungen, Wochen/Monate, Auszeichnungen, Anmerkungen) | Anmerkungen                         |
| Jahr | Titel                              | DE | AT | CH | Anmerkungen                         |
| ---- | ---------------------------------- | --- | --- | --- | ----------------------------------- |
| 1977 | Greatest Hits                      | DE2 (8½ Mt.)DE | — | — |                                     |
| 1992 | Best of Bud Spencer & Terence Hill | DE51 (9 Wo.)DE | — | — | Erstveröffentlichung: 18. Juni 1992 |

grau schraffiert: keine Chartdaten aus diesem Jahr verfügbar
Weitere Kompilationen
- 1992: Best of Bud Spencer & Terence Hill Vol. 1
- 1993: Best of Bud Spencer & Terence Hill Vol. 2
- 1993: The Very Best Of
- 1994: Bud Spencer & Terence Hill – Greatest Hits
- 1999: Greatest Hits (Guido & Maurizio De Angelis / Oliver Onions)
- 2000: I grandi successi originali [Flashback]

### Singles
| Jahr | Titel Album                                | Höchstplatzierung, Gesamtwochen/‑monate, AuszeichnungChartplatzierungen (Jahr, Titel, Album, Platzierungen, Wochen/Monate, Auszeichnungen, Anmerkungen) | Höchstplatzierung, Gesamtwochen/‑monate, AuszeichnungChartplatzierungen (Jahr, Titel, Album, Platzierungen, Wochen/Monate, Auszeichnungen, Anmerkungen) | Höchstplatzierung, Gesamtwochen/‑monate, AuszeichnungChartplatzierungen (Jahr, Titel, Album, Platzierungen, Wochen/Monate, Auszeichnungen, Anmerkungen) | Anmerkungen                                                                                         |
| Jahr | Titel Album                                | DE | AT | CH | Anmerkungen                                                                                         |
| ---- | ------------------------------------------ | --- | --- | --- | --------------------------------------------------------------------------------------------------- |
| 1973 | Flying Through the Air Più forte, ragazzi! | DE4 (31 Wo.)DE | AT8 (4 Mt.)AT | — | Erstveröffentlichung: Januar 1973 vom Soundtrack des Films Zwei Himmelhunde auf dem Weg zur Hölle   |
| 1974 | Dune Buggy See You Later                   | DE8 (20 Wo.)DE | AT12 (5 Mt.)AT | — | Erstveröffentlichung: April 1974 vom Soundtrack des Films Zwei wie Pech und Schwefel                |
| 1977 | Orzowei                                    | DE1 (27 Wo.)DE | AT3 (6 Mt.)AT | CH7 (11 Wo.)CH | Erstveröffentlichung: 31. Januar 1977 aus der Fernsehserie Orzowei – Weißer Sohn des kleinen Königs |
| 1978 | Bulldozer                                  | DE2 (21 Wo.)DE | — | — | vom Soundtrack des Films Sie nannten ihn Mücke                                                      |
| 1979 | Sandokan                                   | DE13 (11 Wo.)DE | — | CH4 (8 Wo.)CH | Erstveröffentlichung: 1. Oktober 1978 aus der Fernsehserie Sandokan – Der Tiger von Malaysia        |
| 1980 | Santa Maria                                | DE1 Gold · (30 Wo.)DE | AT1 (5½ Mt.)AT | CH2 (14 Wo.)CH | |
| 1981 | Lulu –                                     | DE65 (2 Wo.)DE | — | — | Erstveröffentlichung: 3. Januar 1981                                                                |

Weitere Singles
- 1973: Afyon – Oppio
- 1973: Christine
- 1974: Springtime in Rome
- 1974: Il bestione (Colonna sonora originale) (mit Giancarlo Giannini)
- 1974: Verde (als M. & G. Orchestra)
- 1974: Why Is Everyone so Mad (aus dem Film Auch die Engel mögen’s heiß)
- 1974: Campo de’ fiori
- 1974: Take It Easy Joe
- 1975: Zorro Is Back (aus dem Film Zorro)
- 1977: Mago (aus dem Film Charleston – Zwei Fäuste räumen auf)
- 1977: Space
- 1978: Brotherly love (als Oliver Onions, aus dem Film Zwei sind nicht zu bremsen)
- 1978: I Don’t Mind About Tomorrow
- 1978: Taking It Easy
- 1978: La Libertá
- 1978: Miss Robot
- 1978: Cock a Doodle Doo (mit Bud Spencer)
- 1979: Six Ways
- 1979: Sheriff
- 1979: No me importa ya el Mañana – Canta en Español
- 1979: Oh … Na Na Na
- 1979: S. O. S. Spazio 1999
- 1980: Tomorrow Is Today
- 1980: Lulu
- 1981: Quanto sei bella stasera
- 1981: Marco Polo
- 1982: Fantasy (aus dem Film Der Bomber)
- 1982: Galaxy Express 999 (aus der jap. Anime-Serie Galaxy Express 999)
- 1982: Il gatto Doraemon (aus der jap. Anime-Serie Doraemon)
- 1982: Piccola bambola
- 1984: Ghost
- 1984: Pizza
- 1984: Gabbiano
- 1985: Supernoses

## Filmografie (Auswahl)
- 1972: Verflucht, verdammt und Halleluja (E poi lo chiamarono il magnifico)
- 1972: Tedeum – Jeder Hieb ein Prankenschlag (Tedeum)
- 1972: Vier Fäuste für ein Halleluja (…continuavano a chiamarlo Trinità)
- 1972: Zwei Himmelhunde auf dem Weg zur Hölle (Più forte, ragazzi!)
- 1973: Fäuste – Bohnen und… Karate! (Storia di karatè, pugni e fagioli)
- 1973: Die Säge des Teufels (I corpi presentano tracce di violenza carnale)
- 1973: Tote Zeugen singen nicht (La polizia incrimina la legge assolve)
- 1973: Wilde Pferde (Valdez il mezzosangue)
- 1973: Auch die Engel essen Bohnen (Anche gli angeli mangiano fagioli)
- 1973: Sie nannten ihn Plattfuß (Piedone lo sbirro)
- 1974: Auch die Engel mögen’s heiß (Anche gli angeli tirano di destro)
- 1974: Ein Mann schlägt zurück (Il cittadino si ribella)
- 1974: Zwei Missionare (Porgi l'altra guancia)
- 1974: Zwei tolle Hechte – Wir sind die Größten (Prima ti suono e poi ti sparo)
- 1974: Zwei wie Pech und Schwefel (…altrimenti ci arrabbiamo!)
- 1975: Africa Express
- 1975: Plattfuß räumt auf (Piedone a Hong Kong)
- 1975: Stetson – Drei Halunken erster Klasse (Il bianco, il giallo, il nero)
- 1975: Zorro (Zorro)
- 1975: Zwiebel-Jack räumt auf (Cipolla colt)
- 1975: Tatort – Tod im U-Bahnschacht
- 1976: Hector, der Ritter ohne Furcht und Tadel (Il soldato di ventura)
- 1976: Keoma – Das Lied des Todes (Keoma)
- 1976: Blutiger Schweiß (Poliziotti violenti)
- 1976: Racket (Il grande racket)
- 1976: Safari Express
- 1976: Sandokan – Der Tiger von Malaysia (Sandokan)
- 1976: Zwei außer Rand und Band (I due superpiedi quasi piatti)
- 1976: Die Brüder
- 1977: Charleston – Zwei Fäuste räumen auf (Charleston)
- 1977: Mannaja – Das Beil des Todes (Mannaja)
- 1977: Tod oder Freiheit (Guido auch mit Filmrolle)
- 1978: Zwei sind nicht zu bremsen (Pari e dispari)
- 1978: Plattfuß in Afrika (Piedone l'africano)
- 1978: Sie nannten ihn Mücke (Lo chiamavano Bulldozer)
- 1978: Die weiße Göttin der Kannibalen (La montagna del dio cannibale)
- 1978: Mondbasis Alpha 1 (Space: 1999), 2. Staffel der italienischen Version Spazio: 1999, italienischer Endtitelsong
- 1979: Der Große mit seinem außerirdischen Kleinen (Uno Sceriffo extraterrestre… poco extra e molto terrestre)
- 1979: Piranhas II – Die Rache der Killerfische (Killer Fish)
- 1980: Buddy haut den Lukas (Chissà perché… capitano tutte a me)
- 1980: Alien – Die Saat des Grauens kehrt zurück (Alien 2 – Sulla terra)
- 1980: Plattfuß am Nil (Piedone d'Egitto)
- 1981: D’Artagnan und die 3 MuskeTiere (Dartacan y los tres mosqueperros)
- 1981: The Last Jaws – Der weiße Killer (L’ultimo squalo)
- 1982: Banana Joe
- 1982: Der Bomber (Bomber)
- 1983: Fireflash – Der Tag nach dem Ende (2019 dopo la caduta di New York)
- 1983: Einer gegen das Imperium (Il mondo di Yor)
- 1983: Er – Stärker als Feuer und Eisen (La guerra del ferro – Ironmaster)
- 1983: Um die Welt mit Willy Fog (La vuelta al mundo de Willy Fog)
- 1984: Cinderella ’80 (Cenerentola '80)
- 1984: Monster Shark (Shark: Rosso nell’oceano)
- 1984: Gespenstergeschichten „Ghost“
- 1985: Die Einsteiger (Titellied Supernoses)
- 1986: Frankensteins Tante (Titellied)
- 1988: Dance Academy
- 1990: Ballerina (Faith)
- 1996–2005: Il maresciallo Rocca
- 1997: Verwirrung des Herzens (Dove comincia il sole)
- 2005: Padre Speranza – Mit Gottes Segen (Padre Speranza) (Fernsehfilm, & Guido als Produzent)
- 2007: Death Proof – Todsicher (Gangster Story)
- 2010: Faster (Titellied)